# Deck the Halls (villancico)
«Deck the Halls» (Adornen los salones) es un villancico tradicional navideño (Yuletide) y de año nuevo. Los estribillos «fa-la-la» se tocaban probablemente con el arpa. La melodía es galesa, data del siglo XVI y pertenece a un cuento de invierno, Nos Galan. Algunos han creído erróneamente que en el siglo XVIII, Mozart utilizó la melodía de Deck the Halls para un dúo de violín y piano, N.º 18 K 301, pero esta composición no tiene que ver con la melodía de este villancico. La repetida «fa la la» proviene de las baladas medievales y se utiliza en Nos Galan; el resto de la letra es de origen estadounidense y data del siglo XIX.

## Letra
Versión popular
Decorad los salones con ramas de acebo, 

Fa la la la la, la la la la. 

Es la estación para estar alegre, 

Fa la la la la, la la la la. 

Póngamonos ahora nuestra alegre ropa, 

Fa la la, la la la, la la la. 

Cantemos la antigua canción de Navidad, 

Fa la la la la, la la la la. 

Mira la resplandeciente Navidad ante nosotros,

Fa la la la la, la la la la. 

Toca el arpa y únete al coro

Fa la la la la, la la la la. 

Sígueme en alegre medida,

Fa la la, la, la, la, la, la, la.

Mientras te cuento el tesoro de la Navidad,

Fa la la la la, la la la la.

Rápido el año viejo pasa,

Fa la la la la, la la la la.

Saludad al año nuevo, chicos y chicas,

Fa la la la la, la la la la.

Cantemos alegres todos juntos,

Fa la la, la, la, la, la, la, la.

Sin hacer caso del viento y el tiempo,

Fa la la la la, la la la la.